# Miss Normandía
Miss Normandía es un concurso de belleza francés que selecciona una representante de la región de Normandía para el concurso nacional Miss Francia. Mujeres representando la región con varios títulos diferentes han competido en Miss Francia desde 1952, aunque el título de Miss Normandía no se utilizó regularmente hasta 1979.
La actual Miss Normandía es Victoire Dupuis, quien fue coronada Miss Normandía 2025 el 13 de junio de 2025. Siete mujeres de Normandía han sido coronadas Miss Francia:
- Monique Negler, quien fue coronada Miss Francia 1958
- Jeanne Beck, quien fue coronada Miss Francia 1967
- Isabelle Benard, quien fue coronada Miss Francia 1981
- Marine Robine, quien fue coronada Miss Francia 1984
- Cindy Fabre, quien fue coronada Miss Francia 2005
- Malika Ménard, quien fue coronada Miss Francia 2010
- Amandine Petit, quien fue coronada Miss Francia 2021

## Resumen de resultados
- Ganadoras de Miss Francia: Monique Negler (1957); Jeanne Beck (1966); Isabelle Benard (1980); Martine Robine (1983); Cindy Fabre (2004); Malika Ménard (2009); Amandine Petit (2020)
- Primera finalista: Céline Marteau (1989)
- Segundas finalistas: Thérèse Martin-Dubuard (1952); Michelle Beaurain (1968)
- Tercera finalista: Martine Babouot (1981)
- Cuartas finalistas: Sarah Tillard (2001); Youssra Askry (2021)
- Quintas finalistas: Marie-Dominique Boucourt (1984); Marine Clautour (2019); Wissem Morel (2023)
- Sextas finalistas: Sylviane Covet (1982); Estelle Celayeta (1995); Émilie Duvivier (1998)
- Top 12/Top 15: Mylène Roxin (1992); Johanna Moreau (2008); Juliette Polge (2010); Esther Houdement (2016)

## Galería

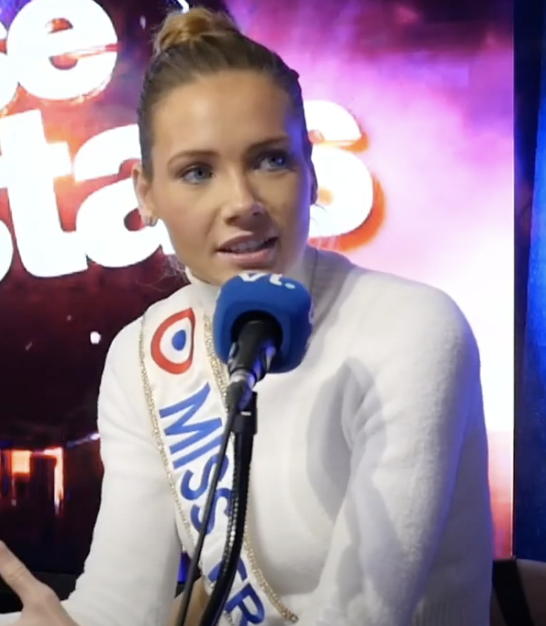
Miss Normandía 2020 y Miss Francia 2021 Amandine Petit
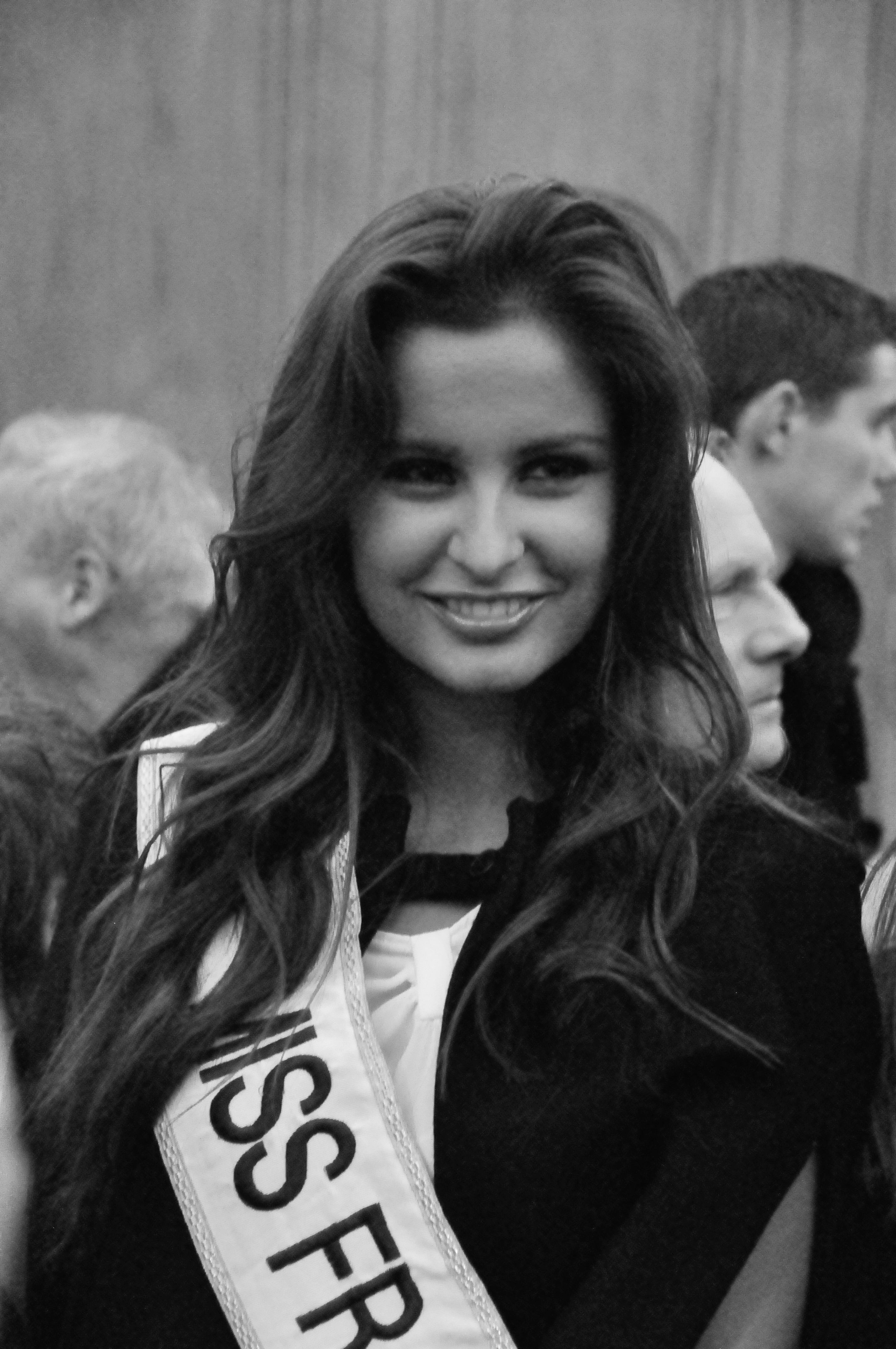
Miss Normandía 2009 y Miss Francia 2010 Malika Ménard
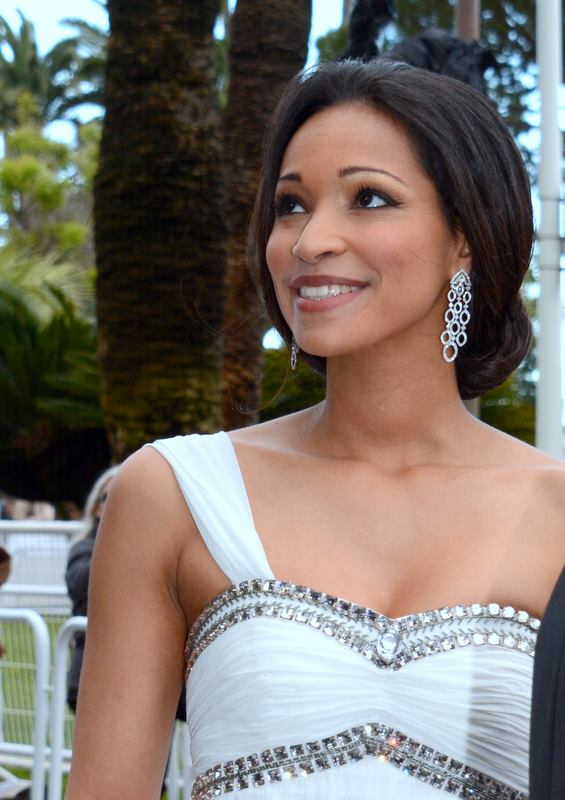
Miss Normandía 2004 y Miss Francia 2005 Cindy Fabre

## Ganadoras
| Año  | Nombre                   | Edad | Altura          | Ciudad natal                 | Posición en Miss Francia | Notas |
| ---- | ------------------------ | ---- | --------------- | ---------------------------- | ------------------------ | --- |
| 2025 | Victoire Dupuis          | 19   | 1,70 m (5′ 7″)  | Rouen                        |                          | |
| 2024 | Lucile Lecellier         | 26   | 1,74 m (5′ 9″)  | Sainte-Cécile                | Top 15                   | |
| 2023 | Wissem Morel             | 21   | 1,76 m (5′ 9″)  | Rouen                        | Top 15 (5.ª finalista)   | |
| 2022 | Perrine Prunier          | 23   | 1,71 m (5′ 7″)  | Caen                         |                          | |
| 2021 | Youssra Askry            | 24   | 1,72 m (5′ 8″)  | Rouen                        | Cuarta finalista         | |
| 2020 | Amandine Petit           | 23   | 1,75 m (5′ 9″)  | Bourguébus                   | Miss Francia 2021        | Top 21 en Miss Universo 2020 |
| 2019 | Marine Clautour          | 21   | 1,72 m (5′ 8″)  | Amfreville-la-Mi-Voie        | Top 15 (5.ª finalista)   | |
| 2018 | Anaëlle Chrétien         | 22   | 1,81 m (5′ 11″) | Saint-Pair-sur-Mer           |                          | |
| 2017 | Alexane Dubourg          | 20   | 1,70 m (5′ 7″)  | Cairon                       |                          | |
| 2016 | Esther Houdement         | 20   | 1,83 m (6′ 0″)  | Butot                        | Top 12                   | |
| 2015 | Daphné Bruman            | 24   | 1,78 m (5′ 10″) | Caen                         |                          | |
| 2014 | Estrella Ramirez         | 24   | 1,71 m (5′ 7″)  | Sées                         |                          | |
| 2013 | Ophélie Genest           | 19   | 1,72 m (5′ 8″)  | Caen                         |                          | |
| 2012 | Pauline Llorca           | 24   | 1,71 m (5′ 7″)  | Beuvillers                   |                          | |
| 2011 | Sophie Duval             | 20   | 1,77 m (5′ 10″) | Saint-Martin-de-Bonfossé     |                          | |
| 2010 | Juliette Polge           | 22   | 1,70 m (5′ 7″)  | Le Noyer-en-Ouche            | Top 12                   | Polge es la sobrina nieta de Valéry Giscard d'Estaing. |
| 2009 | Malika Ménard            | 22   | 1,76 m (5′ 9″)  | Hérouville-Saint-Clair       | Miss Francia 2010        | Top 15 en Miss Universo 2010 |
| 2008 | Johanna Moreau           | 24   | 1,81 m (5′ 11″) | Sées                         | Top 12                   | |
| 2007 | Séverine Daniel          | 20   | 1,72 m (5′ 8″)  | Chèvreville                  |                          | |
| 2006 | Clémence Preudhomme      | 22   | 1,82 m (6′ 0″)  | Gerville                     |                          | |
| 2005 | Delphine Lefebvre        | 19   | 1,82 m (6′ 0″)  | Granville                    |                          | |
| 2004 | Cindy Fabre              | 19   | 1,78 m (5′ 10″) | Falaise                      | Miss Francia 2005        | Directora nacional de la Compañía Miss Francia (2022-presente) |
| 2003 | Isabelle Mouchel         |      |                 |                              |                          | |
| 2002 | Catherine Lebreton       |      |                 |                              |                          | |
| 2001 | Sarah Tillard            |      |                 |                              | Cuarta finalista         | |
| 2000 | Julie Leflamand          |      |                 |                              |                          | |
| 1999 | Lydie Enguehard          | 22   | 1,78 m (5′ 10″) | Honfleur                     |                          | |
| 1998 | Émilie Duvivier          | 21   | 1,75 m (5′ 9″)  |                              | Top 12 (6.ª finalista)   | |
| 1997 | Delphine Garnier         | 22   | 1,71 m (5′ 7″)  | Sainte-Honorine-la-Chardonne |                          | |
| 1996 | Marianne Samson          | 18   | 1,70 m (5′ 7″)  | Evreux                       |                          | |
| 1995 | Estelle Celayeta         |      |                 |                              | Top 12 (6.ª finalista)   | |
| 1994 | Karine Ancel             |      |                 |                              |                          | |
| 1993 | Katia Chédeville         |      |                 | La Ferrière-aux-Étangs       |                          | |
| 1992 | Mylène Roxin             | 20   |                 | Bernay                       | Top 12                   | |
| 1991 | Célia Coustic            |      |                 |                              |                          | |
| 1990 | Sandra Guillaumot        |      |                 |                              |                          | |
| 1989 | Céline Marteau           |      |                 |                              | Primera finalista        | Compitió en Miss Internacional 1990 |
| 1988 | Anita Maizel             | 17   | 1,71 m (5′ 7″)  | La Forêt-Auvray              |                          | |
| 1987 | Estelle Pelcat           |      |                 | Saint-Pierre-lès-Elbeuf      |                          | |
| 1986 | Estelle Simon            |      |                 |                              |                          | |
| 1985 | Corinne Noël             |      |                 |                              |                          | |
| 1984 | Marie-Dominique Boucourt |      |                 |                              | Quinta finalista         | |
| 1983 | Martine Robine           | 19   | 1,72 m (5′ 8″)  | Deauville                    | Miss Francia 1984        | |
| 1982 | Sylviane Covet           | 19   |                 |                              | Sexta finalista          | |
| 1981 | Martine Babouot          | 16   | 1,71 m (5′ 7″)  |                              | Tercera finalista        | |
| 1980 | Isabelle Benard          | 18   |                 | Vernon                       | Miss Francia 1981        | |
| 1979 | Béatrice Gindre          |      |                 |                              |                          | Gindre fue coronada Miss Bocage-Normandía, en representación de Mancha, mientras que Ribeiro fue coronada Miss Normandía. |
| 1979 | Patricia Ribeiro         |      |                 |                              |                          | Gindre fue coronada Miss Bocage-Normandía, en representación de Mancha, mientras que Ribeiro fue coronada Miss Normandía. |
| 1978 | Sylvie Louise            |      |                 |                              |                          | Louise fue coronada Miss Bocage-Normandía, en representación de Mancha, Drouin fue coronada Miss Baja Normandía (en francés: Miss Basse-Normandie), representando a Calvados, Mancha y Orne, mientras que Miralles fue coronada Miss Alta Normandía (en francés: Miss Haute-Normandie), en representación de Sena Marítimo y Eure. Drouin fue coronada anteriormente Miss Baja Normandía-Caen 1977, y Miralles fue coronada Miss Alta Normandía-Rouen 1977.    |
| 1978 | Brigitte Drouin          |      |                 |                              |                          | Louise fue coronada Miss Bocage-Normandía, en representación de Mancha, Drouin fue coronada Miss Baja Normandía (en francés: Miss Basse-Normandie), representando a Calvados, Mancha y Orne, mientras que Miralles fue coronada Miss Alta Normandía (en francés: Miss Haute-Normandie), en representación de Sena Marítimo y Eure. Drouin fue coronada anteriormente Miss Baja Normandía-Caen 1977, y Miralles fue coronada Miss Alta Normandía-Rouen 1977.    |
| 1978 | Brigitte Miralles        |      |                 |                              |                          | Louise fue coronada Miss Bocage-Normandía, en representación de Mancha, Drouin fue coronada Miss Baja Normandía (en francés: Miss Basse-Normandie), representando a Calvados, Mancha y Orne, mientras que Miralles fue coronada Miss Alta Normandía (en francés: Miss Haute-Normandie), en representación de Sena Marítimo y Eure. Drouin fue coronada anteriormente Miss Baja Normandía-Caen 1977, y Miralles fue coronada Miss Alta Normandía-Rouen 1977.    |
| 1977 | Thérèse Arnoult          |      |                 |                              |                          | Arnoult fue coronada Miss Bocage-Normandía, en representación de Mancha, Drouin fue coronada Miss Baja Normandía-Caen, en representación de Calvados, Massuger fue coronada Miss Alta Normandía-Dieppe, en representación de Sena Marítimo, mientras que Miralles fue coronada Miss Alta Normandía-Ruán, representando también a Sena Marítimo. Posteriormente, Drouin fue coronada Miss Baja Normandía 1978 y Miralles fue coronada Miss Alta Normandía 1978. |
| 1977 | Brigitte Drouin          |      |                 |                              |                          | Arnoult fue coronada Miss Bocage-Normandía, en representación de Mancha, Drouin fue coronada Miss Baja Normandía-Caen, en representación de Calvados, Massuger fue coronada Miss Alta Normandía-Dieppe, en representación de Sena Marítimo, mientras que Miralles fue coronada Miss Alta Normandía-Ruán, representando también a Sena Marítimo. Posteriormente, Drouin fue coronada Miss Baja Normandía 1978 y Miralles fue coronada Miss Alta Normandía 1978. |
| 1977 | Béatrice Massuger        |      |                 |                              |                          | Arnoult fue coronada Miss Bocage-Normandía, en representación de Mancha, Drouin fue coronada Miss Baja Normandía-Caen, en representación de Calvados, Massuger fue coronada Miss Alta Normandía-Dieppe, en representación de Sena Marítimo, mientras que Miralles fue coronada Miss Alta Normandía-Ruán, representando también a Sena Marítimo. Posteriormente, Drouin fue coronada Miss Baja Normandía 1978 y Miralles fue coronada Miss Alta Normandía 1978. |
| 1977 | Brigitte Miralles        |      |                 |                              |                          | Arnoult fue coronada Miss Bocage-Normandía, en representación de Mancha, Drouin fue coronada Miss Baja Normandía-Caen, en representación de Calvados, Massuger fue coronada Miss Alta Normandía-Dieppe, en representación de Sena Marítimo, mientras que Miralles fue coronada Miss Alta Normandía-Ruán, representando también a Sena Marítimo. Posteriormente, Drouin fue coronada Miss Baja Normandía 1978 y Miralles fue coronada Miss Alta Normandía 1978. |
| 1970 | Nicole Doyer             |      |                 |                              |                          | |
| 1969 | Françoise Blanchard      | 17   |                 |                              |                          | |
| 1968 | Michelle Beaurain        | 18   |                 | Ouistreham                   | Segunda finalista        | Beaurain fue coronada más tarde Miss París 1970 y Miss Francia 1970. |
| 1966 | Jeanne Beck              |      |                 | Saint-Pierre-du-Mont         | Miss Francia 1967        | |
| 1962 | Michèle Fourtin-Povel    |      |                 |                              |                          | |
| 1957 | Monique Negler           |      |                 |                              | Miss Francia 1958        | |
| 1952 | Thérèse Martin-Dubuard   |      |                 |                              | Segunda finalista        | Martin-Dubuard fue coronada Miss Trouville. |